# Meghnad Desai
Pour les articles homonymes, voir Desai.
Meghnad Jagdishchandra Desai, baron Desai, né le 10 juillet 1940 à Vadodara (État de Baroda, Inde britannique) et mort le 29 juillet 2025 à Londres, est un économiste et homme politique travailliste britannique. 
Il se présente sans succès pour le poste de Lord Speaker à la Chambre des lords en 2011. Il reçoit le Padma Bhushan, la troisième plus haute distinction civile de la République de l'Inde, en 2008. Il est professeur émérite de la London School of Economics.

## Biographie

### Jeunesse
Né à Vadodara (État de Baroda, Inde britannique), Meghnad Desai grandit avec deux frères et une sœur. On dit qu'il est allé à l'école secondaire à sept ans et est inscrit à 14 ans. Il obtient un baccalauréat en économie du Ramnarain Ruia College, affilié à l'Université de Bombay, puis poursuit avec une maîtrise en économie de l'Université de Mumbai, après quoi il obtient une bourse à l'Université de Pennsylvanie en août 1960. Il termine son doctorat en économie en Pennsylvanie en 1963.

### Carrière politique
Meghnad Desai est actif au sein du parti travailliste britannique, devenant président entre 1986 et 1992, et est nommé président honoraire et président du parti travailliste de la circonscription d'Islington South et de Finsbury à Londres. Il est créé pair à vie avec le titre de baron Desai, de St Clement Danes dans la ville de Westminster, le 5 juin 1991. Desai démissionne de son appartenance au Parti travailliste après 49 ans d'adhésion en raison de l'antisémitisme dans le parti, en novembre 2020, à la suite de la réadmission de l'ancien chef du parti Jeremy Corbyn comme membre.

### Carrière académique
Meghnad Desai est président du conseil consultatif du Forum officiel des institutions monétaires et financières (OMFIF), un réseau de recherche indépendant. Il se concentre sur la politique mondiale et les thèmes d'investissement pour un engagement et une analyse des secteurs public et privé. Il est ensuite président de la Meghnad Desai Academy of Economics, un institut post-diplôme à Mumbai.
Auparavant, Meghnad Desai travaille comme spécialiste associé au Département d'économie agricole, Université de Californie à Berkeley, Californie. Il est maître de conférences à la London School of Economics en 1965 et professeur d'économie en 1983. À la LSE, il enseigne au fil des ans l'économétrie, la macroéconomie, l'Économie marxiste et l'économie du développement. De 1990 à 1995, il dirige le Development Studies Institute de LSE puis le centre d'étude de la gouvernance mondiale de LSE de 1992 à 2003.
Meghnad Desai écrit son premier livre Marxian Economic Theory en 1973, suivi par Applied Econometrics en 1976 et Marxian Economics, une édition révisée de son livre de 1973 en 1979. Il écrit Testing Monetarism, une critique du monétarisme, en 1981.
Dans les années 1970, il enseigne une version idiosyncratique des principes économiques aux étudiants de première année à la LSE (notamment Piero Sraffa).
Meghnad Desai écrit beaucoup, publiant plus de 200 articles dans des revues académiques et tient une chronique régulière dans l'hebdomadaire radical britannique Tribune de 1985 à 1994, dans le quotidien d'affaires indien Business Standard (1995–2001) et dans The Indian Express et The Financial Express. De 1984 à 1991, il est coéditeur du Journal of Applied Econometrics. Une sélection de ses articles universitaires est publiée en deux volumes sous le titre The Selected Essays of Meghnad Desai en 1995.

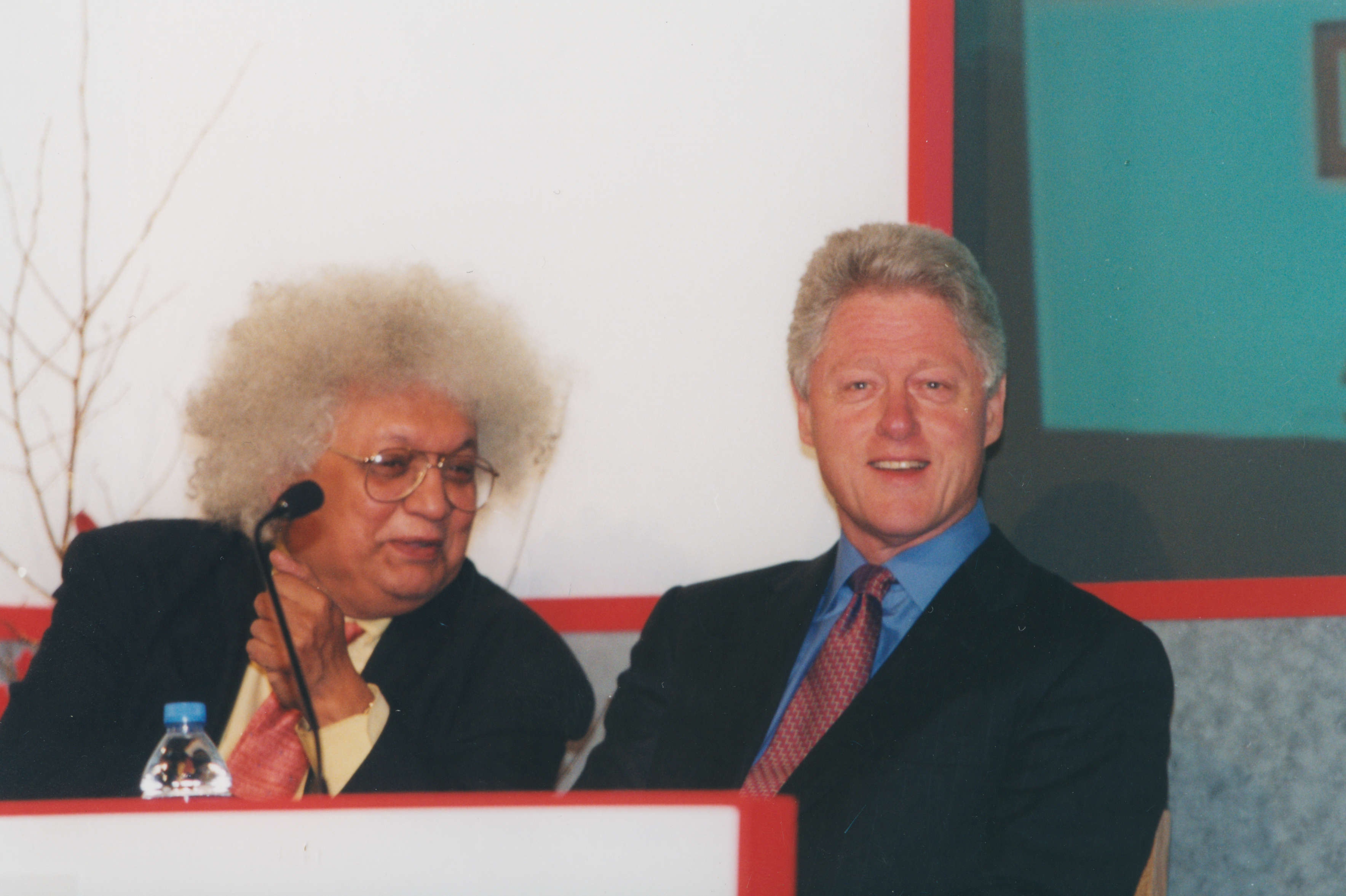
Meghnad Desai et Bill Clinton en 2001.

En 2002, le livre de Meghnad Desai, Marx's Revenge : The Resurgence of Capitalism and the Death of Statist Socialism, déclare que la mondialisation tendrait vers la renaissance du socialisme. Desai analyse certains des écrits les moins connus de Marx et soutient que ses théories améliorent notre compréhension du capitalisme moderne et de la mondialisation. Son travail est bien accueilli, The Guardian déclarant : « Si seulement les socialistes avaient correctement étudié Marx, ils auraient su depuis le début que le capitalisme triompherait. Meghnad Desai est derrière les slogans de Marx's Revenge ».
Meghnad Desai publie une biographie de la star de cinéma indienne Dilip Kumar intitulée Nehru's Hero: Dilip Kumar in the life of India (Roli, 2004). Il décrit le livre comme sa « plus grande réussite ». Examinant les films de Kumar, il y découvre des parallèles entre l'arène socio-politique en Inde et sa réflexion à l'écran. Il aborde des questions aussi variées que la censure, les valeurs emblématiques du machisme indien, l'identité culturelle et la laïcité, et analyse comment les films dépeignent une Inde en mutation à cette époque.
En 2003, Meghnad Desai prend sa retraite en tant que directeur du Centre pour l'étude de la gouvernance mondiale, qu'il a fondé en 1992 à la London School of Economics (LSE), où il est maintenant professeur émérite. Il est président du conseil d'administration de la formation pour la vie, président du conseil d'administration de City Roads et membre du conseil d'administration du magazine Tribune. Lord Desai est également membre fondateur du Development Studies Institute (DESTIN) de la LSE en 1990.
Meghnad Desai prend sa retraite de la LSE en 2003. Depuis, il a publié Rethinking Islamism: Ideology of the New Terror (2006), The Route to All Evil: The Political Economy of Ezra Pound (2007), a novel Dead on Time, (2009) et The Rediscovery of India (2009).
Lord Desai est le président fondateur de la Meghnad Desai Academy of Economics à Mumbai (MDAE) qui propose un diplôme d'études supérieures d'un an en économie, mené conjointement avec le Département d'économie (autonome) de l'Université de Mumbai.

### Thèse de Saif Al-Kadhafi
En 2007, Meghnad Desai est invité par l'Université de Londres à être avec Tony McGrew de l'Université de Southampton l'un des deux examinateurs de la thèse de doctorat de Saïf al-Islam Kadhafi, le fils du chef de l'époque de la Libye. Ils n'ont pas immédiatement accepté la thèse, car elle s'est avérée faible. Le candidat a été soumis à un examen oral pendant deux heures et demie et Kadhafi a été invité à le réviser et à le soumettre à nouveau . La version révisée a été acceptée par la suite.
Comme Meghnad Desai avait déjà pris sa retraite de la LSE, il n'est pas impliqué dans le don de l'organisme de bienfaisance de Saif Kadhafi à la LSE. Apprenant de la presse ces liens entre la LSE et la Libye, Desai a exigé que l'argent soit rendu au peuple libyen.

### Vie privée
En 1970, Meghnad Desai épouse sa collègue du LSE, Gail Wilson, sa première femme. Elle est la fille de George Ambler Wilson. Ils ont trois enfants.
Au cours de l'écriture du héros de Nehru, Meghnad Desai rencontre Kishwar Ahluwalia (maintenant Kishwar Desai), sa deuxième femme qui travaille comme rédacteur pour ce livre. Le 20 juillet 2004, le couple se marie à Londres.
Meghnad Desai est athée et est un associé honoraire de la National Secular Society. Il est également membre et conseiller de l'Institut de 1928 (officiellement la Ligue indienne).

### Mort
Meghnad Desai meurt le 29 juillet 2025 à l'âge de 85 ans, à Londres.

## Publications
- 1975, The Phillips Curve: A Revisionist Interpretation, Economica, février 1975.
- 1980, The Keynesian Theory of Investment: A Critique and a Reformulation, AUTE Conference, Durham, 1980.
- 1994, « Equilibrium, Expectations and Knowledge » in J. Birner & R. van Zijp, Hayek, Co-ordination and Evolution; His Legacy in Philosophy, Politics, Economics, and the History of Ideas, Routledge 1994.
- 2002, Marx’s Revenge: The Resurgence of Capitalism and the Death of Statist Socialism, Verso Books
- 2004, Nehru's Hero: Dilip Kumar in the Life of India, Lotus Collection
- 2006, The Route of All Evil: The Political Economy of Ezra Pound, Faber & Faber
- 2009, Dead on Time, Beautiful Books Limited (R-U).
- 2013, Pakeezah : An Ode to a Bygone World, HarperCollins India
- 2015, Hubris: Why Economists Failed to Predict the Crisis and How to Avoid the Next One